# حملة ساحل العاج
حملة ساحل العاج، أو الحملة الليبيرية، هي عملية بحرية شنتها الولايات المتحدة ضد قبائل بيريبي في غرب أفريقيا عام 1842. بعد الهجمات على السفينتين التجاريتين ماري كارفر وإدوارد بارلي، وافق الكونجرس الأمريكي على حملة جزئية إلى المنطقة بقيادة العميد البحري ماثيو بيري. نجحت الحملة من خلال تدمير بلدة ليتل بيريبي المحصنة وقتل المسؤول عن الهجمات على السفن الأمريكية.

## الحملة
بدأت الحملة إلى ساحل العاج في السادس من يونيو 1842، عندما أبحر العميد البحري بيري من مدينة نيويورك في حراقة تضم 22 مدفعية، وهي يو أس أس ساراتوجا. في بورتو غراندي، في جزر الرأس الأخضر، نقل بيري رايته إلى الفرقاطة إتش أم إس ماكدونيان التي تضم 38 مدفعًا، والتي شاركت في العملية إلى جانب الحراقة ديكاتور ذات الستة عشر مدفعًا، والبريجانتين يو أس أس بوربويس ذات العشرة مدافع. وكانت جميع السفن تحمل على متنها أفرادًا من المارينز باستثناء بوربويس. توجه الأمريكيون من الرأس الأخضر نحو الساحل، وكانت مهمتهم تقديم الدعم لليبيريا، المستعمرة الأمريكية للمعتقين الأحرار، من خلال حظر تجارة الرقيق وقمع أعمال القرصنة في المنطقة. كان ذلك يعني إجراء تحقيق في حادثة سفينتي ماري كارفر وإدوارد بارلي. وصل بيري إلى ساحل غرب إفريقيا بالقرب من سينو في منتصف نوفمبر، وكان هدفه الأول الحصول على إثبات حول القرصنة في تلك المنطقة، ولذلك، أرسل العميد السفينة بوربويس كسفينة تجارية متنكرة إلى الساحل. ظهرت على الفور تقريبًا زوارق حربية وحاولت السيطرة على السفينة، لكن القائد ستيلوواغن تمكن من الفرار من دون إطلاق رصاصة. اختيرت سينو كقاعدة، ويرجع ذلك جزئيًا إلى الاشتباه في غدر قبائل سينو وبيريبي.
في هذا الوقت تقريبًا، تركت السفينة بوربويس الحملة لتقديم الخدمة في مكان آخر. في وقت مبكر من صباح يوم 29 نوفمبر، وصل فريق مكون من خمسة وسبعين من المارينز والبحارة إلى سينو، حيث عقد العميد بيري اجتماعًا مع حاكم ليبيريا جوزيف جنكينز روبرتس، وطاقمه، فضلًا عن «العشرين ملكًا» للنقاش حول الحوادث السابقة.
ادعى القادة الأفارقة أن البحارة الأمريكيين هم «المعتدون» وأن قبائل سينو هاجموا دفاعًا عن أنفسهم. وفي كلتا الحالتين، أمر العميد بيري بحرق قرى السكان الأصليين.
كما أُرسل ثلاثة سجناء إلى مونروفيا وعاد أفراد الفريق الواصل حديثًا بعد ذلك إلى سفنهم، وأخذوا الحاكم روبرتس معهم. بحلول الأول من ديسمبر كانت السفن البحرية الثلاث قد رست في منطقة بلو باورا، معها العميد بيري، لعقد اجتماع آخر مع المسؤولين الأفارقة. عادت السفن في وقت لاحق من تلك الليلة بعد توزيع الهدايا كعلامة على الصداقة. ورست على الطرف الساحلي لسيترا كو في 5 ديسمبر للاجتماع مع المسؤول الأول.
مرة أخرى كان الاجتماع ناجحًا، لذلك أبحر بيري إلى كيب بالماس في الليلة نفسها ورسى قبالة بلدة كافال في 7 ديسمبر، حيث عقد اجتماعًا آخر مع الزعيم الأفريقي بن كراك-أو الذي كان الملك العام للقبائل في المنطقة.

### معركة ليتل بيري
كان الرسو في كافال متوترًا رغم أنه لم يكن هناك قتال. كان بيري متمركزًا في بوابات الكرال الملكي لتسهيل الهرب إذا لزم الأمر. أنكر كراك-أو أن شعبه قد ارتكب أي خطأ، ولمس أذنيه، ولسانه بسيفه كعلامة على صدق كلامه.
سأل الحاكم روبرتس كراك-أو إذا كان سيحضر «النقاش العظيم» في ليتل بيريبي، فقبل. لاحقًا، أبحر العميد بيري إلى ليتل بيريبي في 11 ديسمبر ووصل في 14 ديسمبر، ومعه 50 فردًا من المارينز و150 من البحارة. عقد اللقاء في منزل على بعد حوالي خمسين ياردة من بوابات كرال، بدأ خلالها روبرتس في مناقشة مع كراك-أو حول قضية سفينتي ماري كارفر وادوارد بارلي. كان واضحًا أن الملك لم يكن يقول الحقيقة، لذلك تقدم العميد بيري ناحية كراك-أو ونصحه بالتوقف عن الكذب، وتبع ذلك شجار. حاول كراك-أو سحب بيري إلى رمحه، لكنه لم يستطع، فحاول كراك مغادرة المنزل بأسرع ما يمكن. لكن قبل الخروج من الباب، فتح رقيب بحري النار عليه وأصابه، بينما طعنه اثنان آخران. في نفس الوقت هرب المترجم، واندلعت المناوشات بين الأمريكيين وبعض رماة قبائل بيريبي.
بعد أن بدأت الأعمال العدائية، أمر بيري رجاله بحرق المدينة، وبعد تنفيذ ذلك، نصب المحاربون كمينًا لهم في الغابة عند عودتهم إلى سفنهم. نتجت مناوشات أخرى واندفع مشاة البحرية والبحارة نحو الأفارقة وهزموهم. كما فتحت السفن الحربية الأمريكية الثلاث النار وساعدت في إخماد العدو، وقبض على عدد من الزوارق الحربية. عندما انتهت المعركة، قتل العديد من الأفارقة أو أصيبوا بالرغم من أن الأمريكيين لم يعانوا من أي خسائر، ثم أبحر بيري في الساحل، وفي الصباح التالي اكتشف مستوطنة أخرى لقبائل البيريبي، رسى عليها، ودمرت قوات المارينز والبحارة سبع قرى عبر حرقها وكبدوا السكان المحليين خسائر فادحة دون أن يصابوا بأي خسائر. بعد ذلك، قرر العميد البحري أن قبائل البيريبي نالوا عقابهم بما فيه الكفاية، فأنهى الحملة وواصل القيام بمهام أخرى. دفن جثمان كراك-أو في البحر، وأخذ بيري رمحه كتذكار. عُثر على قطع من سفينة ماري كارفر وعلمها في كرال، وهو دليل على أن قبائل البيريبي كانوا مسؤولين عن الهجوم.